# A Prairie Home Companion (trilha sonora)
A Prairie Home Companion: Original Motion Picture Soundtrack é a trilha sonora do filme A Prairie Home Companion, dirigido por Robert Altman. O álbum foi lançado em 23 de maio de 2006 e é uma mistura de clássicos da música antiga e contemporânea.

## Faixas
1. Tishomingo Blues – Garrison Keillor
2. Gold Watch & Chain – Garrison Keillor & Meryl Streep
3. Mudslide – The Guys All-Star Shoe Band
4. Let Your Light Shine On Me – Garrison Keillor, Robin Williams & Linda Williams, Prudence Johnson
5. Coffee Jingle – Garrison Keillor & Jearlyn Steele
6. Summit Avenue Rag - The Guys All-Star Shoe Band
7. Guy’s Shoes - The Guys All-Star Shoe Band
8. Whoop-I-Ti-Yi-Yo – Woody Harrelson & John C. Reilly
9. Coming Down From Red Lodge - The Guys All-Star Shoe Band
10. You Have Been A Friend To Me – L.Q. Jones
11. Old Plank Road – Robin Williams & Linda Williams
12. My Minnesota Home – Meryl Streep & Lily Tomlin
13. A Bunch of Guys - The Guys All-Star Shoe Band
14. Slow Days Of Summer – Garrison Keillor
15. Frankie & Johnny – Lindsay Lohan
16. Waitin’ For You - The Guys All-Star Shoe Band
17. Jens Jensen’s Herring - The Guys All-Star Shoe Band
18. Red River Valley – Garrison Keillor & Jearlyn Steele
19. Strappin’ the Strings - The Guys All-Star Shoe Band
20. Goodbye To My Mama – Meryl Streep & Lily Tomlin
21. Bad Jokes – Woody Harrelson & John C. Reilly
22. The Day Is Short – Jearlyn Steele
23. Atlanta Twilight - The Guys All-Star Shoe Band
24. Red River Valley / In The Sweet By And By – Cast
25. Guy Noir - The Guys All-Star Shoe Band

## Desempenho
| Chart (2006)                        | Posição |
| ----------------------------------- | ------- |
| US Billboard Top Soundtracks        | 7       |
| US Billboard Top Independent Albums | 10      |
| US Billboard Top Country Albums     | 35      |
| US Billboard 200                    | 160     |